# Diga di Monte Cotugno
La diga di Monte Cotugno è una diga costruita negli anni tra il 1970 e il 1982  lungo il corso del fiume Sinni, nel territorio del comune di Senise (PZ), da cui il nuovo lago ha preso il nome. È la più grande diga in terra battuta d'Europa.
Il muro della diga misura in lunghezza 1850 m in altezza 60 m, è largo alla base 260 m. La capacità massima di 530 milioni di m³.

## Utilizzo
Entrata in funzione nel 1983 sbarra il corso del fiume Sinni nel punto in cui il letto del fiume si restringe, in corrispondenza di una quota di fondo alveo pari a 194 m s.l.m.. La diga è stata progettata per sfruttare l'uso plurimo della risorsa idrica. L'acqua è prelevata dal Consorzio di Bonifica di Bradano e Metaponto, mediante un impianto di sollevamento posto a valle dello sbarramento e attraverso le derivazioni irrigue del materano e del tarantino, poste lungo il tracciato dell'adduttore del Sinni che si sviluppa per 145 km.
L'adduttrice è caratterizzata da un diametro di 3 m ed è in grado di veicolare circa 19 m³/s di acqua che, oltre alle utenze irrigue, alimenta anche quelle potabili di Basilicata e Puglia, l'impianto di sollevamento di Parco del Marchese, oltre a garantire l'approvvigionamento industriale dell'ILVA di Taranto.
|                                      | Basilicata    | Basilicata   | Puglia        | Puglia        | Puglia     | Tot annuo erogato (m³) |
| Irriguo (m³)                         | Potabile (m³) | Irriguo (m³) | Potabile (m³) | Industr. (m³) |            | Tot annuo erogato (m³) |
| ------------------------------------ | ------------- | ------------ | ------------- | ------------- | ---------- | ---------------------- |
| Valore medio annuo periodo 1992/2002 | 111.367.615   | 7.812.315    | 24.258.144    | 107.512.693   | 15.020.033 | 265.970.800            |
| % media annua periodo 1992/2002      | 41,9%         | 2,9%         | 9,1%          | 40,4%         | 5,6%       | 100,0%                 |
|                                      | 44,8%         | 44,8%        | 55,2%         | 55,2%         | 55,2%      |                        |

## Caratteristiche tecniche

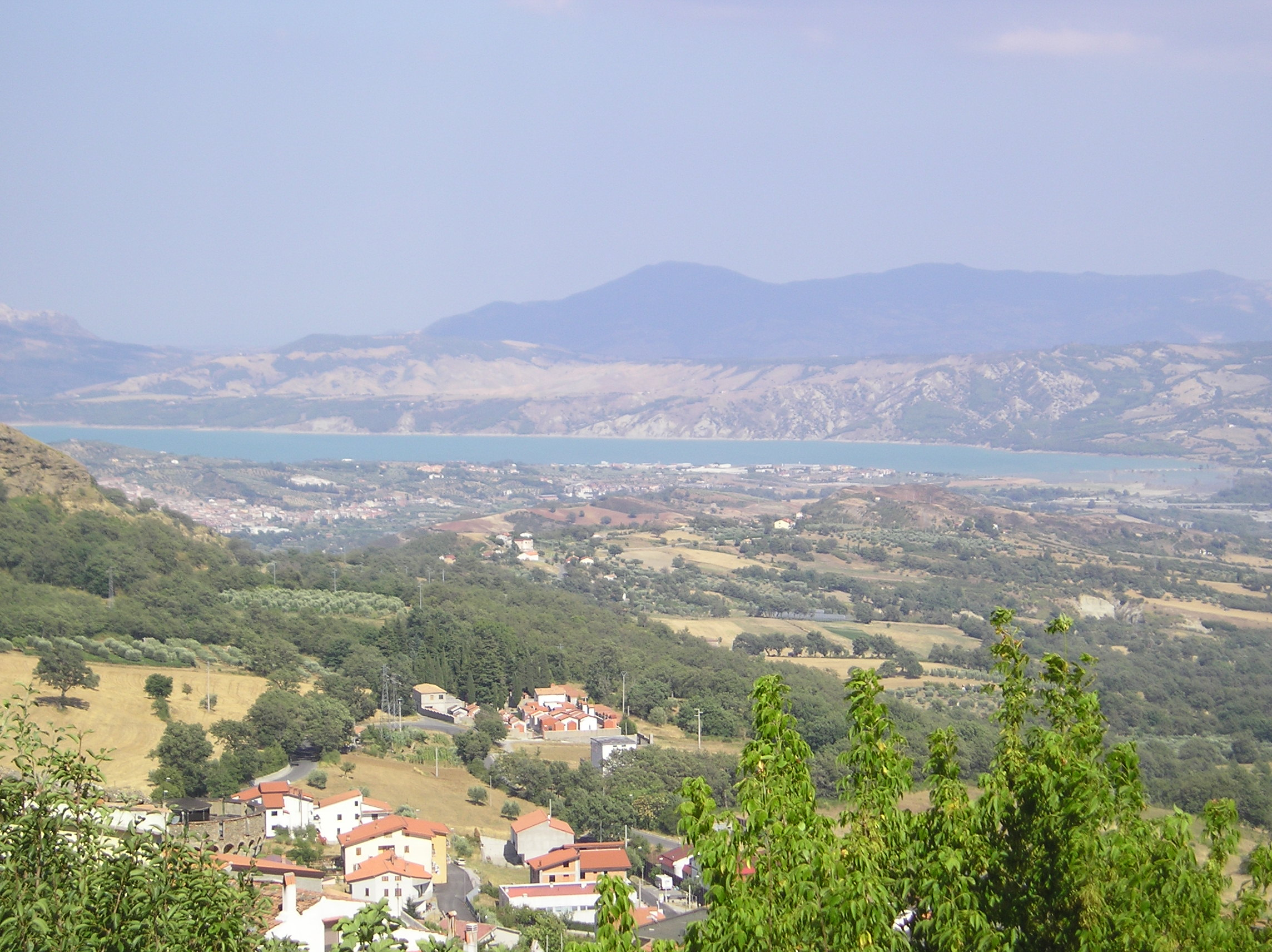
Il lago

Il lago ha una regolazione pluriennale e per assicurare una maggiore frequenza di riempimento sono in fase di sviluppo apposite sezioni di sbarramento che consentiranno di convogliare nel lago anche le acque del torrente Sarmento e del fiume Agri. La tenuta idraulica dello sbarramento dipende da uno strato di conglomerato bituminoso applicato sul paramento di monte che si salda in basso col dispositivo di tenuta fondazione. Il manto impermeabile è formato da uno strato di base e di livellamento, anch'esso in conglomerato bituminoso chiuso dello spessore di 5 cm, da uno strato drenante in conglomerato molto aperto dello spessore variabile da 10 a 16 cm, da due strati di tenuta in calcestruzzo bituminoso, da uno strato di sigillo superficiale.
Lo scarico di superficie è costituito da un settore di calice con apertura al centro di 120°, attraverso un pozzo verticale si collega con una galleria circolare di 6,20 m di diametro e di 1.104 m di lunghezza che porta le acque a valle della diga. Lo scarico di mezzofondo è costituito da due coppie di luci, con soglia a quota 236,70 m s.l.m. ciascuna munita di due coppie di paratoie piane. Esso s'immette nella galleria del soprastante scarico di superficie. L'opera di presa utilizza un'apposita galleria situata nella sponda destra e lunga 756 m, e collegata con una torre di presa, con paratoie d'immissione a diversi livelli per consentire l'utilizzazione delle acque ad uso potabile.
- Tipo: diga a gravità in terra
- Progettazione iniziale: 1970
- Inizio effettivo lavori: 1973
- Costruttore: Ente Irrigazione
- Fine lavori: 1982
- Altezza complessiva: 68,00 m
- Larghezza alla base: 260 m
- Larghezza in sommità: m
- Livello di massimo invaso: 255,80 m s.l.m.
- Livello di massima piena: 252,00 m s.l.m.
- Livello massimo: 280,00 m s.l.m.
- Capacità di invaso complessiva: 530 milioni di m³

## Il Lago
Il lago di Senise è il più grande lago della Basilicata e uno dei più grandi laghi artificiali d'Italia.
Le sue acque sono molto pescose: vi si rinvengono le specie naturalmente presenti nel fiume Sinni, ma anche altre specie d'immissione.
Il lago ospita gare di canottaggio a livello regionale e un tempo a livello nazionale.

## Cultura di massa
La diga di Monte Cotugno appare in alcune produzioni cinematografiche e televisive tra cui Terra bruciata, A Ciambra, Scordato e Imma Tataranni - Sostituto procuratore.